# چتومال (کینتانا رو)
شهر چتومال (اسپانیایی: Chetumal) در باختر خلیج چتومال، واقع در نزدیکی ریو اوندو (رودخانهٔ گود) قرار دارد. چتومال بندری مهم در منطقه است و به عنوان دروازهٔ اصلی تجاری مکزیک با کشور همسایه بلیز است. این شهر پایتخت ایالت کینتانا رو است.

## آب و هوا
- میانگین بالاترین دما در سال ۳۰ سلسیوس (بالاترین دما ماه ژوئن، ماه اوت و ماه سپتامبر ۳۱ سلسیوس)
- میانگین پایین‌ترین دما در سال ۲۲ سلسیوس (پایین‌ترین دما ماه ژانویه ۱۸ سلسیوس)
- بارش در سال ۱۲۹۰ میلی‌متر (بالاترین بارش ماه سپتامبر ۱۵۰ میلی‌متر / پایین‌ترین بارش ماه مارس ۲۰ میلی‌متر)[۱]

## پیشینه
به نظر می‌رسد که بیش از رسیدن اسپانیاییها به قارهٔ آمریکا شهر چتومال در آن ترف ریو اندو قرار داشه بود (امروزه بلیز) و نه در جایگاه امروزی خود.
بس از رسیدن اسپانیایی‌ها به یوکاتان در ۱۵۱۱ میلادی این شهر مایا چندین بار در مقابل اسپانیایی‌ها مهاجم ایستاد ولی در نهایت در اواخر قرن ۱۶ میلادی اسپانیایی‌ها پیروز شدند.
درسالهای ۱۸۴۰ میلادی بومیان شبه‌جزیره یوکاتان دست به قیام زدند (در جنگ کاسته) و همه مردم اسپانیایی زبان که در این منطقه زندگی می‌کردند را راند. بسیاری از آنها به هندوراس بریتانیا (امروزه بلیز) پناه آوردند. این قیام در نهایت نا کام بود و شبه‌جزیره یوکاتان همچنان در دست اسپانیایی زبان‌ها باقی‌ماند.
شهر چتومال نخست یک شهر کوچک بندری در بود که در سال ۱۸۹۸ میلادی با نام «پایو اوبیسپو» (Payo Obispo) بنیاد گردیده بود، در سال ۱۹۳۶ میلادی به طور رسمی این نام به چتومال تغییر کرد. با این حال شهر چتومال همچنان شهر کوچکی بود (با حدود ۵۰۰۰ شهروند در سال ۱۹۵۰)، تا اینکه در سالهای ۱۹۶۰–۱۹۷۰ میلادی این شهر از راه اتوبان به شهر مکزیکو سیتی پیوست. از آن پس این شهر با مهاجرت قابل توجهی از بخش‌های دیگری از کشور مکزیک و تجارت با کشور بلیز رونق گرفت.

## نام
منطقهٔ که در حال حاضر شهر چتومال در آن ساخته شده نخست یک شهر کوچک بندری در مکزیک بود که در سال ۱۸۹۸ میلادی با نام «پایو اوبیسپو» (Payo Obispo) بنیاد گردیده بود، نام این شهر در سال ۱۹۳۶ میلادی به طور رسمی به چتومال تغییر کرد. نام چتومال از زبان مایا مدرن می‌آید که برگردان آن به فارسی «جایگاه چوب قرمز» است.

## امروزه
امروزه چتومال شهر کوچک و رو به رشدی است و دارای یک فرودگاه بین‌المللی و همچنین این شهر جایگاه موزهٔ فرهنگ مایا است. اقتصاد چتومال بر پایه کالاها و خدمات معاف از مالیات (منطقه آزاد کوروسال) بنیاد شده و نزدیکی آن به مرز با کشور بلیز به آن کمک بسیاری می‌کند و بسیاری از بازدید کنندگان را به خود جذب می‌کند. از آنجا که این شهر پایتخت ایالت کینتانا رو است، جایگاه تمامی دفترهای مرکزی دولت است، جمعیت زیادی از کارکنان دولت که با مصرف کالاها و خدمات محلی زندگی خود را می‌گذرانند به اقتصاد این شهر کمک بسیاری می‌کنند.

## شهرهای خواهرخوانده
شهر چتومال ۱ شهر خواهرخوانده دارد
- رینوسا، مکزیک

## نگارخانه

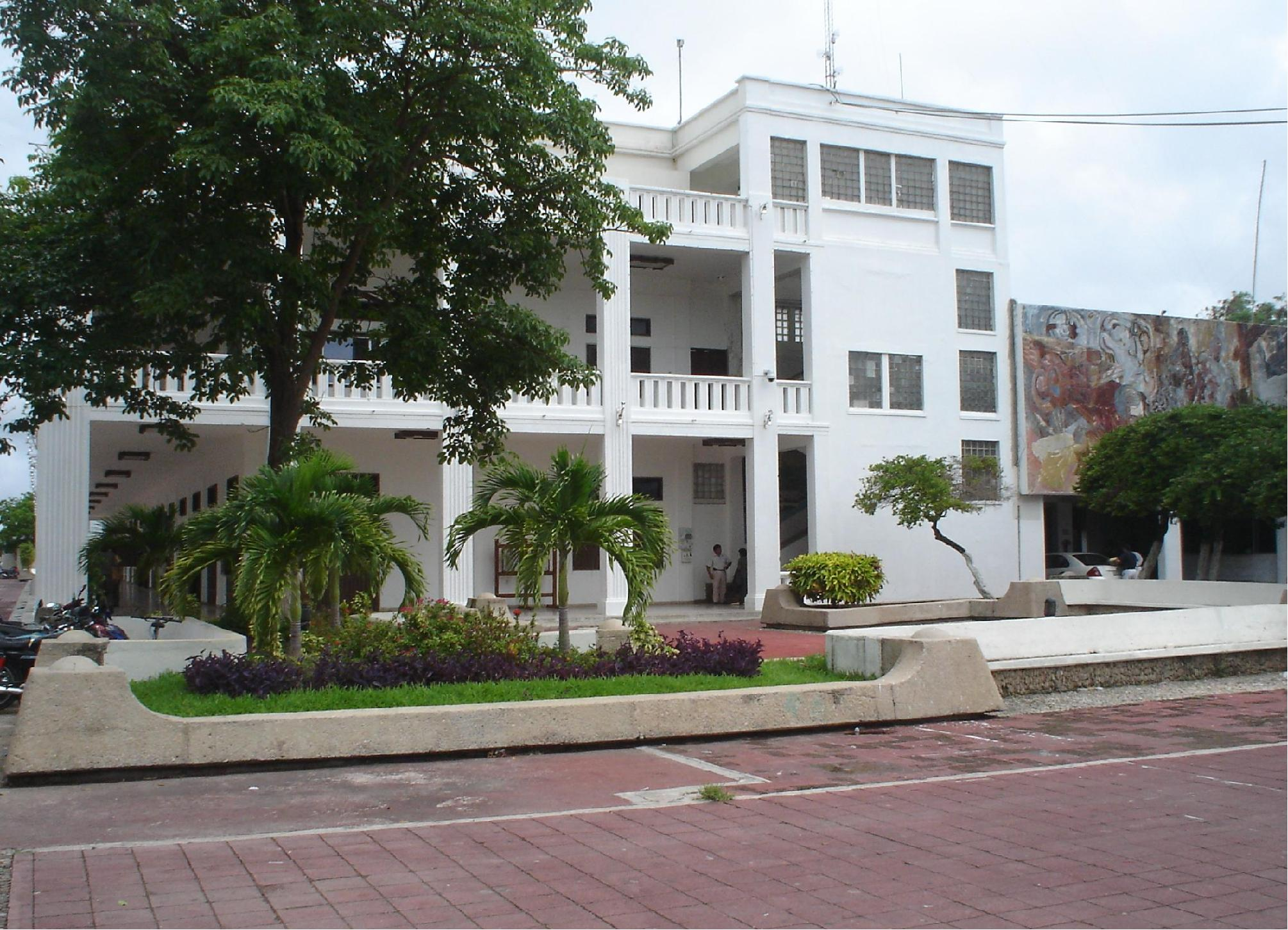
کاخ دولت
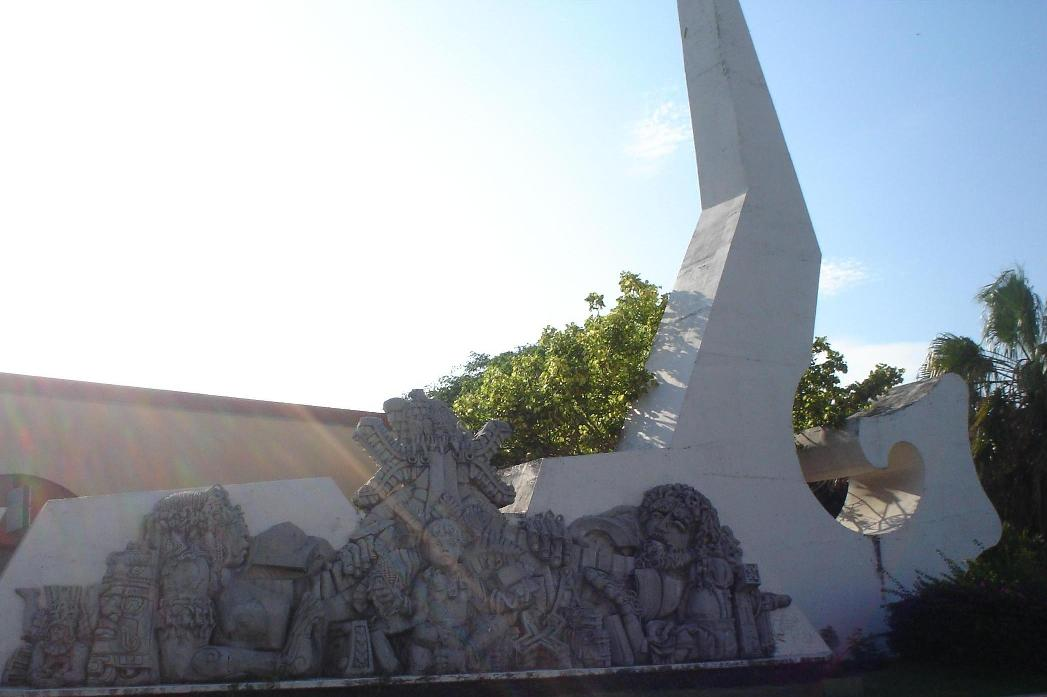
موزهٔ فرهنگ مایا